# Il sogno della farfalla (rivista)
Il sogno della farfalla è una rivista scientifica trimestrale che si occupa di psicoterapia e psichiatria.

## Storia
Fondata nel 1991, la rivista è stata pubblicata fino all'ottobre 1997 dalla casa editrice Wachtig di Milano. Successivamente è stata pubblicata dalla casa editrice Nuove Edizioni Romane di Roma. Dall'inizio del 2010 la rivista viene pubblicata da L'Asino d'oro edizioni.

## Argomenti trattati
La rivista ha come principali punti di riferimento il pensiero e la prassi psicoterapeutica di Massimo Fagioli e oltre all'area psichiatrica e psicoterapeutica, tratta anche le aree delle arti figurative, della letteratura, della musica, della storia, della politica, della scienza e della filosofia.